# Aulorhynchus flavidus
Aulorhynchus flavidus, tên tiếng Anh: tube-snout – nghĩa đen là "cá mõm ống", là một loài cá biển có quan hệ họ hàng gần với cá gai. Nó là loài duy nhất trong chi Aulorhynchus và cũng là duy nhất trong họ Aulorhynchidae.

## Từ nguyên
Aulorhynchus bắt nguồn từ tiếng Hy Lạp cổ αὐλός (aulós) nghĩa là ống sáo hay ống tiêu – một loại nhạc cụ và ῥύγχος (rhúnkhos) nghĩa là mõm; ở đây là nói tới mõm dài hình ống của loài cá này.
Tính từ định danh flavidus (giống cái: flavida, giống trung: flavidum) là tiếng Latinh, nghĩa là màu ánh vàng.

## Phân loại
Họ Aulorhynchidae theo truyền thống xếp trong bộ Gasterosteiformes, nhưng hiện nay được xếp trong phân thứ bộ Gasterosteales của phân bộ Cottioidei trong bộ Perciformes nghĩa mới.

## Đặc điểm
Loài này có thể phát triển để đạt chiều dài tổng cộng tới 18 cm (7,1 in). Về bề ngoài, nó tương tự như cá gai, nhưng có thân mỏng hơn và dài hơn. Nó cũng có cái mõm thanh mảnh, từ đây mà có tên gọi mõm ống. Gai vây lưng: 24 - 27; tia mềm vây lưng: 9-10; gai hậu môn: 1; tia mềm vây hậu môn: 9. Phần gai lưng là chuỗi các gai nhỏ, rời và nằm trước màng vây mềm; phần vây lưng mềm hình tam giác và nằm ở phía sau của phần lưng; vây đuôi nhỏ và chẻ đôi; gai vây hậu môn nhỏ và rộng, vây này đối diện với phần vây lưng mềm; vây ngực cắt cụt. Phần lưng có màu nâu lốm đốm nhạt, thay đổi từ nâu lục ô liu đến nâu vàng ở mặt lưng; phần bụng trắng kem; một mảng màu trắng bạc sáng giữa nắp mang và ngực kéo dài đến họng và được bao bọc phía trên bởi một dải sẫm màu kéo dài về phía trước qua mắt đến mõm; các con đực trong mùa sinh sản có mõm đỏ tươi phát lân quang.
Giống như cá gai, nó ăn các loài động vật không xương sống nhỏ và cá bột. Cá mõm ống ăn các loài động vật giáp xác phiêu sinh nhỏ, bao gồm amphipoda, mysida, và ấu trùng tôm, cua.
Ngoài ra, giống như cá gai, nó cũng sinh ra các chất tiết dính từ thận khi vào mùa sinh sản. Trong khi cá gai sử dụng chất tiết ra này để gắn vật chất thực vật với nhau để làm tổ thì cá mõm ống đơn giản chỉ gắn trứng của nó vào chất nền. Aulorhynchus gắn trứng của nó vào tảo bẹ, đáng chú ý là vào Macrocystis pyrifera.
Đẻ trứng diễn ra quanh năm, với cá đực bảo vệ tổ bằng cách tích cực phòng thủ trước các kẻ ăn thịt săn mồi. Tổ được tìm thấy ở độ sâu 10–20 m và cũng từng được ghi nhận ở độ sâu tới 38 m.
Nó được sử dụng như là cá cảnh trong các bể sinh vật cảnh công cộng.

## Môi trường sống
Cá mõm ống được tìm thấy trong các vùng biển nông ngoài khơi Thái Bình Dương gần Bắc Mỹ, ở độ sâu tới 30 m (98 ft), từ eo biển Prince William ở Alaska tới Rompiente, Baja California. Loài này sinh sống trong các khe kẽ đá, đáy rong tảo bẹ, rong lá lớn và tại các khu vực với chất nền ở đáy cát.